# Ridasjärvi
Ridasjärvi är en sjö i Hyvinge stad i Finland.   Den ligger i landskapet Nyland, i den södra delen av landet, 50 km norr om huvudstaden Helsingfors. Ridasjärvi ligger 81,3 meter över havet. Arean är 3 kvadratkilometer och strandlinjen är 7,25 kilometer lång. Sjön  ingår i Vanda å huvudavrinningsområde.   I omgivningarna runt Ridasjärvi växer i huvudsak blandskog.